# William Patrick Hitler
William Patrick Stuart-Houston, född Hitler den 12 mars 1911 i Liverpool i Storbritannien, död 14 juli 1987 i Long Island i USA, var brorson till Adolf Hitler.

## Biografi
William Patrick Hitlers föräldrar var Alois Hitler Jr, äldre halvbror till Adolf Hitler, och dennes första fru, irländskan Bridget Dowling. Fadern lämnade så småningom familjen och flyttade tillbaka till Tyskland där han gifte om sig, vilket ledde till åtal för bigami eftersom han inte skilt sig från Dowling dessförinnan. Alois Hitler Jr fick sedan sonen Heinz Hitler (1920–1942) med sin nya fru.
Efter Adolf Hitlers maktövertagande i Tyskland flyttade William Patrick Hitler till Tyskland, där namnet Hitler inte var en börda som hemma i England. I Tyskland fick han arbete vid Opel som försäljare, och blev också inbjuden att delta i olika middagsbjudningar tillsammans med ledande nazister. Förhållandet mellan farbror och brorson blev snart sämre, då William Patrick hade högre ambitioner och Adolf Hitler var orolig för att anklagas för nepotism. Adolf Hitler erbjöd sin brorson ett bättre arbete i utbyte mot att han avsade sig sitt brittiska medborgarskap. William Patrick ville ogärna bli fast i Tyskland i händelse av krig, och flyttade därför tillbaka till England och försökte utöva utpressning mot sin farbror. Tillbaka i London skrev han en artikel för tidningen Look med titeln "Why I Hate My Uncle".
I början av andra världskriget åkte William Patrick Hitler till USA på en föreläsningsturné, och när USA senare drogs in i kriget skrev han ett brev till president Roosevelt och ansökte om att få ta värvning i den amerikanska flottan. Efter kriget ändrade han, likt sin far, efternamnet till Hiller.
Han lämnade flottan 1947 och bytte efternamn på nytt, denna gång till Stuart-Houston. Efter namnbytet flyttade han till Patchogue på Long Island. Där drev han ett laboratorium som analyserade blodprover åt sjukhus. Han gifte sig med Phyllis Jean-Jacques år 1947. Deras första son, Alexander Adolf, föddes 1949. Paret fick ytterligare tre söner, Louis (f. 1951), Howard Ronald, (1957–1989) och Brian William (f. 1965). Stuart-Houston dog den 14 juli 1987 och är begravd tillsammans med sin mor på Holy Sepulchre Cemetery i Coram, New York. Hans hustru Phyllis dog 2004. Ingen av hans söner fick några barn.